# Santa Maria da Feira
Santa Maria da Feira es una ciudad portuguesa del distrito de Aveiro, situada en la Región estadística del Norte (NUTS II), en la Área Metropolitana de Oporto (NUTS III) y comunidad intermunicipal de Gran Área Metropolitana de Oporto, con cerca de 11 000 habitantes en su núcleo central y unos 147 406 dentro de su término municipal.
Es sede de un municipio con 213,45 km² de área y 135 964 habitantes (2001), subdividido en 31 freguesias. El municipio limita al norte con los municipios de Vila Nova de Gaia y de Gondomar, al este con Arouca, al sureste con Oliveira de Azeméis y São João da Madeira, al sur y al oeste con Ovar y al oeste con Espinho. Está situada a 28 km al sur de Oporto.
Es conocida por su castillo.
Se destaca por su Festival Internacional de Teatro Callejero Imaginarius y por el Viaje Medieval en Tierras de Santa Maria.

## Demografía
| Gráfica de evolución demográfica de Santa Maria da Feira entre 1864 y 2021 |
|                                                                            |
| Datos según el nomenclátor publicado por el INE portugués.                 |

## Organización territorial
El municipio de Santa Maria da Feira está formado por veintiún freguesias:
- Argoncilhe
- Arrifana
- Caldas de São Jorge e Pigeiros
- Canedo, Vale e Vila Maior
- Escapães
- Fiães
- Fornos
- Lobão, Gião, Louredo e Guisande
- Lourosa
- Milheirós de Poiares
- Mozelos
- Nogueira da Regedoura
- Paços de Brandão
- Rio Meão
- Romariz
- Sanguedo
- Santa Maria da Feira, Travanca, Sanfins e Espargo
- Santa Maria de Lamas
- São João de Ver
- São Miguel de Souto e Mosteirô
- São Paio de Oleiros

## Curiosidades
- Santa María da Feira - Canción de Devendra Banhart